# Eliete Bouskela
Eliete Bouskela (Uberlândia, 15 de fevereiro de 1950) é uma médica brasileira, professora da Universidade do Estado do Rio de Janeiro, que trabalha com fisiologia cardiovascular. Em 2024, se tornou a primeira mulher presidente da Academia Nacional de Medicina .

## Formação
Eliete Bouskela nasceu em Uberlândia, em 15 de fevereiro de 1950. Ela sonhava em ser química ou criminologista. Começou a trabalhar no Instituto de Biofísica Carlos Chagas Filho, onde trabalhou com preparação do coração de Langendorff. Estudou medicina na Universidade Federal do Rio de Janeiro, graduando-se em 1973, onde permaneceu para seus estudos de pós-graduação, obtendo o título de mestre em biofísica em 1975.

## Carreira e pesquisa
Bouskela mudou-se para os Estados Unidos em 1975, onde trabalhou como Pesquisadora Associada na Universidade de Washington, baseada na Mayo Clinic. Obteve um PhD em fisiologia na Universidade de Washington em 1978.
Bouskela foi nomeada professora associada da Universidade do Estado do Rio de Janeiro em 1977, e professora titular da Universidade do Estado do Rio de Janeiro em 1999. Na Universidade do Estado do Rio de Janeiro fundou o Laboratório de Pesquisas em Microcirculação (LPM). Foi indicada para a Universidade de Lund como Professora Associada em 1987, onde estudou a disfunção microvascular e endotelial. Projetou investigação quantitativa in vivo da microcirculação em humanos e animais no Brasil. Ela usou uma asa de morcego, demonstrando um gradiente de distensibilidade longitudinal.
Em 2013 foi nomeada Presidente do Conselho Superior da Fundação Carlos Chagas Filho de Amparo à Pesquisa do Estado do Rio de Janeiro (FAPERJ). Foi a primeira mulher a trabalhar na diretoria de tecnologia e a primeira a ser eleita Presidente da FAPERJ. É membro do conselho editorial da Medical Express.

## Prêmios e honrarias
- Foi a quinta mulher membro da Academia Brasileira de Ciências.[2][3]
- Em 2008 foi a primeira mulher latino-americana a ser eleita membro da Academia Nacional de Medicina (França).[2][3][10]